# Omar Moreno
Omar Fernando Moreno Villegas (Hermosillo, 30 gennaio 2005) è un calciatore messicano, attaccante del Mazatlán.

## Carriera

### Club
Cresciuto nel settore giovanile del Juárez, nel 2021 è stato acquistato dal Mazatlán ed il 13 gennaio 2023 ha debuttato in prima squadra nell'incontro di Liga MX perso 2-1 contro l'Atlas. Ha segnato il suo primo gol il 25 febbraio 2025 nella partita casalinga pareggiata 1-1 contro il Santos Laguna.

### Nazionale
Ha giocato con le nazionali giovanili messicane Under-18 ed Under-20.

## Statistiche

### Presenze e reti nei club
Statistiche aggiornate al 10 agosto 2025.
| Stagione        | Squadra         | Campionato      | Campionato | Campionato | Coppe nazionali | Coppe nazionali | Coppe nazionali | Coppe continentali | Coppe continentali | Coppe continentali | Altre coppe | Altre coppe | Altre coppe | Totale | Totale | Totale |
| Stagione        | Squadra         | Comp            | Pres       | Reti       | Comp            | Pres            | Reti            | Comp               | Pres               | Reti               | Comp        | Pres        | Reti        | Pres   | Reti   |        |
| --------------- | --------------- | --------------- | ---------- | ---------- | --------------- | --------------- | --------------- | ------------------ | ------------------ | ------------------ | ----------- | ----------- | ----------- | ------ | ------ | ------ |
| 2022-2023       | Mazatlán        | LMX             | 8          | 0          | -               | -               | -               | -                  | -                  | -                  | -           | -           | -           | 8      | 0      |        |
| 2023-2024       | Mazatlán        | LMX             | 4          | 0          | -               | -               | -               | -                  | -                  | -                  | LC          | 0           | 0           | 4      | 0      |        |
| 2024-2025       | Mazatlán        | LMX             | 12         | 2          | -               | -               | -               | -                  | -                  | -                  | LC          | 1           | 0           | 13     | 2      |        |
| 2025-2026       | Mazatlán        | LMX             | 1          | 0          | -               | -               | -               | -                  | -                  | -                  | LC          | 1           | 0           | 2      | 0      |        |
| Totale Mazatlán | Totale Mazatlán | Totale Mazatlán | 25         | 2          |                 | -               | -               |                    | -                  | -                  |             | 2           | 0           | 27     | 2      |        |
| Totale carriera | Totale carriera | Totale carriera | 25         | 2          |                 | -               | -               |                    | -                  | -                  |             | 2           | 0           | 27     | 2      |        |